# Lkuyum Chuchut
Lkuyum Chuchut är en ort i Mexiko.   Den ligger i kommunen Olintla och delstaten Puebla, i den sydöstra delen av landet, 170 km nordost om huvudstaden Mexico City. Lkuyum Chuchut ligger 678 meter över havet och antalet invånare är 391.
Terrängen runt Lkuyum Chuchut är kuperad. Runt Lkuyum Chuchut är det ganska tätbefolkat, med 207 invånare per kvadratkilometer. Närmaste större samhälle är Olintla, 5,6 km sydväst om Lkuyum Chuchut. I omgivningarna runt Lkuyum Chuchut växer i huvudsak städsegrön lövskog.